# Neustadt in Holstein
Neustadt in Holstein is een stadsgemeente in de Duitse deelstaat Sleeswijk-Holstein, gelegen in de Kreis Oost-Holstein. De gemeente telt 15.154 inwoners.

## Geografie
De gemeente ligt aan de Lübecker Bocht en bestaat uit de stadsdelen Neustadt, Pelzerhaken en Rettin. Ze is een badplaats met fraaie zandstranden.

## Geschiedenis
Neustadt wordt als Niestad gesticht in 1244, als havenstad voor Altenkrempe. Omdat de stad geen lid is van de Hanze wordt ze vooral door Hollandse en Deense schepen aangedaan, zeer tegen de zin van de hanzestad Lübeck.
Vanaf 1639 krijgt de stad scheepswerven die tot 1713 talrijke oorlogsschepen zullen bouwen voor de Deense marine. De aanwezigheid van grote eikenbossen in het hinterland is hiervoor de reden. De stad wordt hierom ook het doelwit van de Zweden, die de stad in 1645 belegeren.
In 1750 en 1817 wordt de stad getroffen door grote stadsbranden.

## 3 mei 1945
Begin mei 1945 is de stad het decor van grote gevangenentransporten vanuit het concentratiekamp Neuengamme. Gevangenen worden aan boord van schepen gebracht die voor de kust liggen. Daaronder de Cap Arcona, de Thielbek en de Deutschland, een hospitaalschip. De schepen zitten echter overvol en een deel van de gevangenen, ongeveer 2000, afkomstig uit het concentratiekamp Stutthof bij Dantzig, moet daarom aan boord van twee rivieraken, Wolfgang en Vaterland, blijven. De SS-bewakers van die aken verlaten de schepen in de nacht van 2 mei uit vrees voor de oprukkende Britten. De aken worden daarna aan land gedreven door het getij, waarna in de vroege ochtend van 3 mei ettelijke honderden uitgehongerde gevangenen aan land gaan op zoek naar eten en drinken. Opgeschrikte bewoners van de stad verwittigen de SS-troepen en soldaten van de kriegsmarine, die de gevangenen bij elkaar drijven. Een 70-tal gevangenen wordt aan boord gedood, een 300-tal andere, waaronder vrouwen en kinderen, worden op het strand gedood, de rest wordt naar de haven gebracht, aan boord van het schip Athen.
Een paar uren later bombardeert de Britse luchtmacht het schip Deutschland. De bemanningsleden, bewakers en gevangenen geraken echter veilig aan land. Bij een tweede luchtaanval worden de schepen Cap Arcona en Thielbek bestookt, omdat de Britten vrezen dat het om troepentransporten gaat. En dit ondanks de waarschuwing van de Zweden die het over gevangenentransporten hebben. De twee schepen vliegen in brand, de Cap Arcona kapseist en de Thielbek zinkt. De dodentol is enorm hoog : van de 5000 gevangenen aan boord van de Cap Arcona overleven er slechts 350 de ramp. Duitse vissersboten redden wel 16 zeelui en ruim 400 SS-bewakers. Van de 2800 gevangenen van de Thielbeck overleven er slechts 50 de ramp, ook alle bewakers en bemanningsleden komen om. Zij die in het water gesprongen waren worden door Britse vliegtuigen beschoten, de enkelingen die de kust halen worden afgemaakt door SS-soldaten. Ook de Athen die in de haven lag wordt geraakt, waarbij opnieuw een paar gevangenen om het leven komen.
Met zowat 7500 doden, afkomstig uit 24 landen, is dit een van de grootste scheepsrampen uit de geschiedenis.
Daags nadien ontdekken de Britse troepen de, in de vroege ochtend van 3 mei gedode gevangenen, op het strand en vernemen ze het relaas van een paar overlevenden. Daarop geeft de Britse bevelhebber de stad vrij voor plundering. In de daarop volgende jaren worden duizenden slachtoffers begraven in kerkhoven rondom de Lubecker bocht. Tot 1971 spoelden er menselijke resten aan op het strand. Naar schatting 3000 slachtoffers rusten nog in zee.

## Afbeeldingen

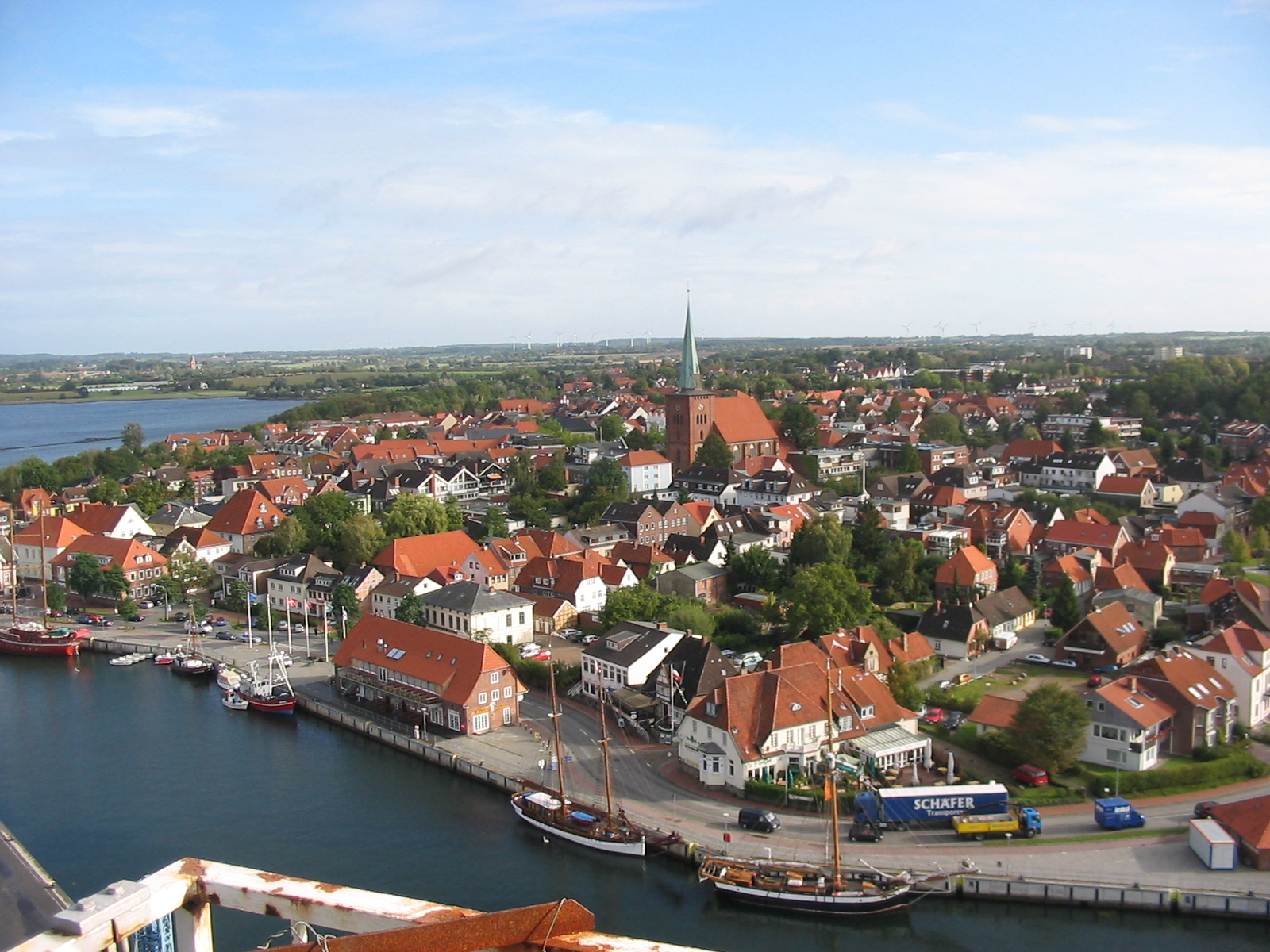
Zicht op Neustadt
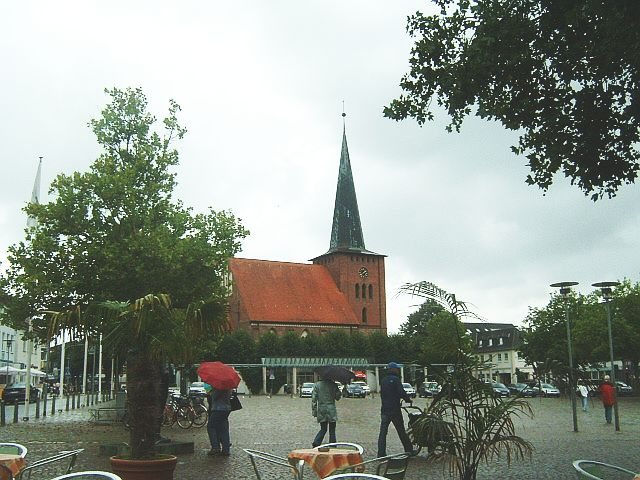
Marktplaats
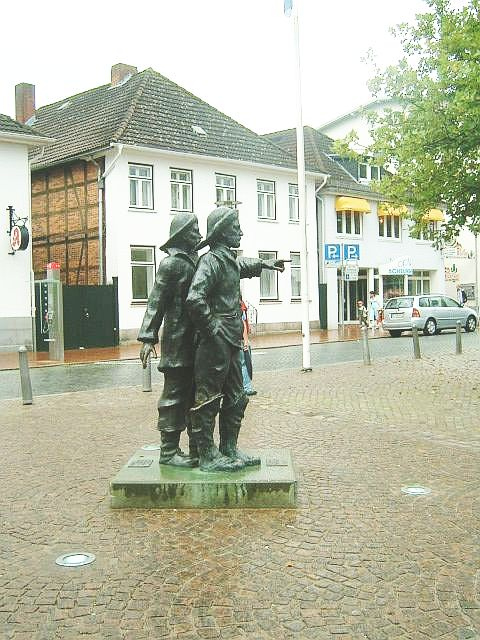
Vissersstandbeeld van Serge Mangin (1994)
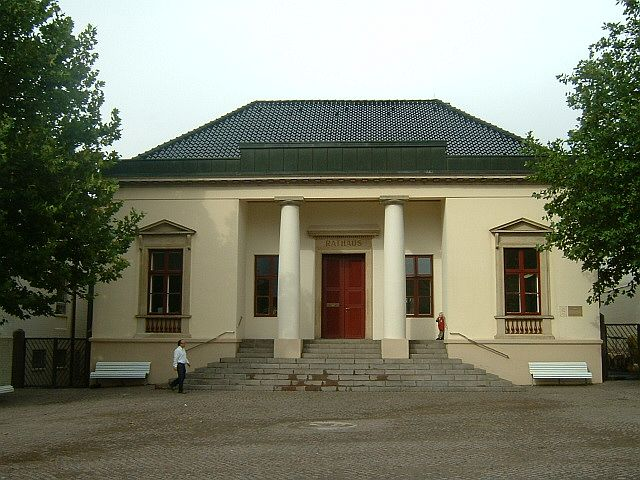
Stadhuis
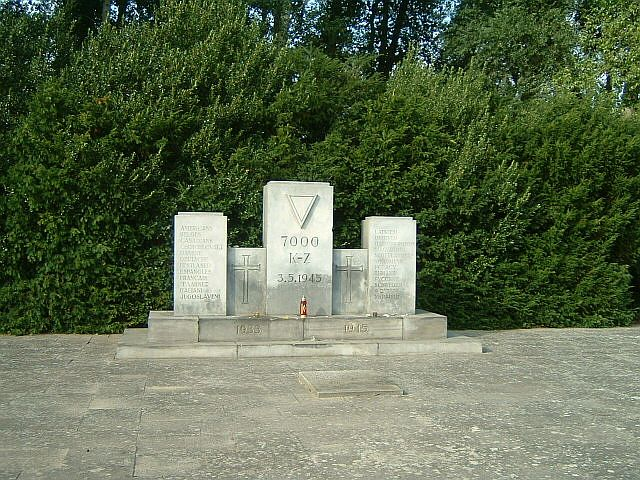
Cap Arcona-monument

Ahrensbök ·
Altenkrempe ·
Bad Schwartau ·
Beschendorf ·
Bosau ·
Dahme ·
Damlos ·
Eutin ·
Fehmarn ·
Göhl ·
Gremersdorf ·
Grömitz ·
Großenbrode ·
Grube ·
Harmsdorf ·
Heiligenhafen ·
Heringsdorf ·
Kabelhorst ·
Kasseedorf ·
Kellenhusen ·
Lensahn ·
Malente ·
Manhagen ·
Neukirchen ·
Neustadt in Holstein ·
Oldenburg in Holstein ·
Ratekau ·
Riepsdorf ·
Scharbeutz ·
Schashagen ·
Schönwalde am Bungsberg ·
Sierksdorf ·
Stockelsdorf ·
Süsel ·
Timmendorfer Strand ·
Wangels